# Siège de Faenza
Guerres entre guelfes et gibelins
Batailles
1150 – 1200
- Vernavola (1154)
- Spolète (1155)
- Tortone (1155)
- Milan (1158)
- Siziano (1159)
- Crema (1159)
- Carcano (1160)
- Milan (1162)
- Prataporci (1167)
- Alexandrie (1174-1175)
- Legnano (1176)

1201 – 1250
- Calcinato (1201)
- Casei Gerola (1213)
- Cortenuova (1237)
- Brescia (1238)
- Faenza (1239)
- Giglio (1241)
- Viterbe (1243)
- Parme (1248)
- Fossalta (1249)
- Cingoli (1250)

1251 – 1300
- Bataille de Montebruno (1255)
- Cassano (1259)
- Montaperti (1260)
- Bénévent (1266)
- Tagliacozzo (1268)
- Colle (1269)
- Roccavione (1275)
- Desio (1277)
- Forlì (1282)
- Pieve al Toppo (1288)
- Campaldino (1289)

1301 – 1350
- Pavie (1302)
- La Lastra (1304)
- Milan (1311)
- Soncino (1312)
- Gaggiano (1313)
- Rho (1313)
- Ponte San Pietro (1313)
- Scrivia (1315)
- Montecatini (1315)
- Pavie (1315)
- Sestri (1318)
- Bardi (1321)
- Mirandola (1321)
- Gorgonzola (1323)
- Vaprio d'Adda (1324)
- Altopascio (1324)
- Zappolino (1325)
- San Felice (1332)
- San Quirico (1341)
- Gamenario (1345)

1351 – 1402
- Mirandola (1355)
- Casorate (1356)
- Solara (1356)
- Alexandrie (1391)
- Casalecchio (1402)

Le siège de Faenza se déroule d'août 1240 à avril 1241, au cours des guerres entre les guelfes et les gibelins. Dans cette confrontation militaire, l'empereur du Saint-Empire romain germanique, Frédéric II, assiège de manière agressive la ville de Faenza et capture avec succès la cité.

## Contexte historique
En août 1237, Frédéric II retourne dans le domaine italien du Saint-Empire romain germanique depuis le nord de l'Europe. Il vient juste de régler ses affaires en Germanie et en Autriche, notamment en élisant son fils Conrad comme roi de Germanie et en vainquant le duc rebelle d'Autriche. Ces troubles gérés, l'empereur monte une armée et tourne son attention vers la réaffirmation du contrôle sur les villes rebelles du nord de l'Italie dans son empire.

## La guerre pour la Lombardie et l'Italie

Portrait de l'empereur Frédéric II. De arte venandi cum avibus

Une fois arrivé dans le nord de l'Italie à la fin de l'été 1237, Frédéric II et ses alliés gibelins capturent rapidement les villes de Mantoue et de Ferrare. Puis, le 27 novembre 1237, l'armée impériale défait de manière décisive la Ligue lombarde à Cortenuova.
En août 1238, Frédéric II tente de capturer la ville de Brescia par le biais d'un siège ; cet effort échoue et en octobre, un armistice est mis en place.

### Le pape Grégoire IX prend des mesures.
Ces actions de Frédéric II et la possibilité que le Saint-Empire romain germanique domine bientôt toute l'Italie sont devenues menaçantes pour le pape Grégoire IX. En défense, Grégoire IX passe à l'attaque contre Frédéric II au début de 1239. D'abord, le pape forme une alliance avec les républiques de Venise et de Gênes et affirme son soutien à la Ligue lombarde. Ensuite, en mars 1239, Grégoire IX excommunie Frédéric II pour dix crimes, notamment pour avoir incité à "la rébellion à Rome contre le pape et les cardinaux" et pour "mépris de la décision papale entre lui-même et les Lombards". De plus, Grégoire IX proclame une croisade contre l'empereur et lève une grande armée guelfe pour combattre les ennemis du pape. Enfin, le pape déclare que l'excommunication entraîne pour Frédéric II la perte de son Empire, et ordonne aux princes allemands de procéder à une élection.

### La guerre entre Frédéric II et le pape Grégoire IX.
Le résultat fut une guerre prolongée entre le Saint-Empire romain germanique et le pape Grégoire IX. Les hostilités ont commencé en 1239 lorsque Frédéric II a nommé son fils Enzio comme son vicaire ou lieutenant en Italie. Enzio remporte des victoires dans le nord, en Romagne, et dans le centre de l'Italie, dans la Marche d'Ancone. Les guelfes ont vaincu les gibelins à Ravenne, mais les gibelins ont vaincu les Bolognais. Frédéric II envisage un siège sur Milan mais change d'avis et mène son armée en Toscane, où il passe Noël à Pise.
En 1240, Frédéric II avance vers le sud. Il capture les villes de Lucques, Sienne et Arezzo. Frédéric II continue vers le sud en territoire pontifical et capture la ville de Foligno. Les citoyens de Foligno et de Viterbe déclarent leur loyauté envers l'empereur du Saint-Empire romain germanique. Pendant un certain temps, les citoyens de Rome penchent en faveur de Frédéric II, mais Grégoire IX reconquiert leur loyauté. Plutôt que d'attaquer Rome, Frédéric II emmène son armée dans le sud de l'Italie pour faire face à une rébellion incitée par le pape en Pouilles. Dans le sud de l'Italie, Frédéric II attaque et détruit Bénévent et Saint Angelo.
Pendant ce temps, dans le nord de l'Italie, Ferrare se rend à Venise. Les guelfes attaquent sans succès Padoue mais capturent Mantoue.
Dans le sud, Frédéric II lève une nouvelle armée en Pouilles et plier la ville de Ravenne qui se rend le 8 août 1240. Ensuite, Frédéric II se tourne vers Faenza, une ville qui avait précédemment expulsé ses gibelins et qui était maintenant le foyer de 36 000 guelfes.

### Le siège de Faenza
Lorsque le siège de Faenza a commencé en août 1240, les citoyens de Faenza ont d'abord été encouragés en voyant que Frédéric II n'avait pas de monnaie métallique pour payer ses soldats et qu'il recourait à des "pièces" frappées dans du cuir. Cependant, les citoyens ont vite été découragés en voyant que les "pièces" de cuir intrinsèquement sans valeur de Frédéric II étaient facilement acceptées sur sa parole par son armée. Frédéric II a tenté de négocier une reddition, mais les faentini ont été informés par les émissaires de Grégoire IX que l'aide des Milanais et des Bolognais arriverait.
Aucune aide n'est jamais venue des Milanais ou des Bolognais. Les Vénitiens ont tenté de détourner les forces de Frédéric II de Faenza en attaquant la côte des Pouilles, mais Frédéric II a maintenu ses soldats en campement et a laissé les Pouilles se défendre. Le dernier espoir de Faenza était que l'hiver forcerait Frédéric II à se retirer. Là encore, Frédéric II tint bon, ordonnant à son armée de construire des huttes qui résisteraient aux intempéries. Lorsque les provisions alimentaires se sont épuisées dans la ville assiégée, les citoyens ont demandé la permission de faire sortir leurs femmes, enfants et non-combattants. Cette demande a été refusée par Frédéric II car il savait que cet acte ne ferait que prolonger le siège pour les hommes qui restaient à l'intérieur des murs de la ville.
Finalement, les citoyens ont offert de se rendre s'ils étaient autorisés à quitter la ville en toute sécurité. Là encore, Frédéric II a refusé de faire des promesses en raison des offenses passées contre lui, y compris une tentative d'assassinat. Finalement, les citoyens se sont rendus sans condition le 14 avril 1241, lorsque la famine et l'état des murs de la ville ne leur laissaient guère le choix. Alors que les défenseurs de Faenza sortaient de la ville en s'attendant à des sentences de mort, Frédéric II a prononcé leur pardon inconditionnel.

## Issue finale
En 1241, la guerre continuait à mal tourner pour le pape. Grégoire IX décida de céder ; il entreprit des négociations pour une trêve et un traité de paix. Lorsque les pourparlers n'aboutirent à rien, le pape interrompit les négociations de paix et appela à un concile général. Frédéric II empêcha les délégués du concile général de se réunir en interceptant les prélats en mer lors de la bataille de Giglio,.
Frédéric II avança sur Rome, mais le 22 août 1241, Grégoire IX mourut. Frédéric II annula l'attaque sur Rome, affirmant qu'il n'était pas en guerre avec l'Église. Frédéric II se rendit en Sicile tandis qu'un nouveau pape était élu.